# 向井インターチェンジ
向井インターチェンジ（むかいインターチェンジ）は、三重県亀山市加太向井にある名阪国道のインターチェンジである。

## 概要
JR関西本線加太駅にアクセスする場合の最寄りICであり、IC内には柚之木峠を経て三重県道42号津芸濃大山田線へと繋がる林道の入口があり、錫杖岳登山口ともなっている。

## 道路
- E25 名阪国道（4番）

## 周辺
- JR関西本線 加太駅
- 聴川寺

## 隣
E25 名阪国道
(3) 久我IC - (4) 向井IC - (5) 板屋IC